# Valdegeña
Valdegeña település Spanyolországban, Soria tartományban. Valdegeña Aldealpozo, Suellacabras, Magaña, Trévago és Villar del Campo községekkel határos. Lakosainak száma 37 fő (2024).

## Népesség
A település népessége az elmúlt években az alábbi módon változott:
| Lakosok száma | 52   | 54   | 53   | 47   | 42   | 42   | 42   | 38   | 39   | 37   |
|               | 2001 | 2004 | 2007 | 2009 | 2012 | 2014 | 2017 | 2019 | 2022 | 2024 |